# やくざ刑罰史 私刑!
『やくざ刑罰史 私刑!』（やくざけいばつし リンチ）は、1969年公開の日本映画。監督：石井輝男、製作：東映京都、配給：東映。R-18（成人映画）指定。

## 概要
石井輝男監督を中心に製作された一連の「性愛路線」が他社に真似られて商売がやりにくくなったため、当時の岡田茂東映企画製作本部長が、結果的に同時上映に変更された荒井美三雄監督の『温泉ポン引女中』を最後として「性愛路線」から手を引き、「70年安保を控えて映画も時代に即応した強度の暴力が受けるはず」と次に打ち出した「刺激暴力路線」「ゲバルト路線」の一本である。
1969年に「性愛路線」の第2弾だった2月公開の『異常性愛記録 ハレンチ』が興収1億5000万円まで落ち込み、各社ともエロ映画が氾濫してブームも下火になったため、先を見越して「性愛路線」から「ゲバルト路線」「暴力私刑路線」に方向転換した。
女ではなく、男が私刑される『徳川女刑罰史』の男性版でもあり、街の立て看板（タテカン）には「私刑の新手二十一種」と書かれていた。
江戸時代から昭和までの各時代を反映させた全三部からなるオムニバス形式で構成され、やくざ、与太者、チンピラと称される階層の中に生きた人間の様々な刑罰、私刑、異常ともいうべき残酷な男の世界を描く内容となっており、第一部では江戸末期にご法度を破った男女の苛酷な私刑を、第二部では明治、大正時代の縄張りに身体を張って生きる男の世界を、第三部では戦後やくざの世界の裏側にまつわる数々の私刑を描いている。なお、片山由美子演じる女がドラム缶へのコンクリート詰めで殺されるシーンでは、実際にミキサー車を持って来て本物の生コンクリートを流した。

## キャスト
第1話
- 般若の常：菅原文太
- 友造：大友柳太朗
- 昇平：林真一郎
- 蝮の六：石橋蓮司
- 新吉：宮内洋
- 風天の松：八尋洋
- 黒磯の剛造：菅井一郎
- 神楽の大八：平沢彰
- おれん：藤田佳子
- せつ：尾花ミキ
- お民：賀川雪絵
- 父：矢奈木邦二郎

第2話
- 尾形修二：大木実
- 雨宮：山本豊三
- さよ：橘ますみ
- 桜井親分：村居京之輔
- 秋葉親分：浪花五郎
- 岩切：伊藤久哉
- 美之吉：蓑和田良太
- 秋葉組子分A：西田良
- 秋葉組子分B：香月涼二
- 桜井組子分A：山下義明
- 桜井組子分B：笹木俊志
- すみれ：浅松三紀子
- みつ：小山陽子
- 桃代：英美枝

第3話
- 広瀬辰夫：吉田輝雄
- 島津昇平：藤木孝
- 大村軍治：千葉敏郎
- 橋場仙八：沢彰謙
- はるみ：片山由美子
- 田口：高英男
- 浜村：林彰太郎
- 網木：江上正伍
- 真鍋：吉田潔
- 安西：河崎操
- 戸塚：宮城幸生
- ディーラー：友金敏雄
- 男（深瀬）：池田謙治
- 百合：飯野矢住代
- サリー：木山佳
- ジュン：三笠れい子
- 大村の情婦：千秋子

## スタッフ
- 監督：石井輝男
- 脚本：石井輝男、掛札昌裕
- 企画：岡田茂、天尾完次
- 撮影：古谷伸
- 音楽：八木正生
- 美術：井川徳道
- 編集：神田忠男
- 録音：野津裕男
- スチル：山中健二
- 照明：和多田弘

## 製作
製作にあたり、石井監督は「オムニバスは当たらないというジンクスがあるが破ってみせる。時代劇、任侠映画、ギャング映画の3本をいっぺんに見たような気分にさせますよ」とヒットメッカ―の自信に裏付けられた豊富を述べた。
脚本を担当した掛札昌裕は「短期間で書きました。撮影所でもあんまり批判されませんでした」と話しているが、石井のアイデアであるヘリコプターを使った拷問には、撮影現場で酷いことをすると非難された。掛札は、「まあそんなに思い入れはないですね。やっぱり男を責めても……」などと述べている。
刺激的な暴力描写に主眼を置いた点は、後の東映実録路線への移行を先取りしていると評価される。

### キャスティング
第3話で上流家庭のプレイガール・百合を演じる飯野矢住代は、1968年のミス・ユニバース日本代表であり、ヌードはない。

## 同時上映
- 『温泉ポン引女中』
  - 監督：荒井美三雄
  - 主演：葵三津子

## 興行
上記の通り『温泉ポン引女中』との同時上映だったが、日活の製作担当である堀雅彦常務が1969年の夏から日活お家芸の「青春路線」を中止させ、「なんでもかんでも東映の真似をしろ」とプロデューサーに厳命し、題名から内容まで徹底的に東映作品を真似る映画製作を決定した。当時、東宝以外の松竹、日活、大映は東映の真似をしようと必死の努力を続けた。日活は同年初めに撮影所を売却して経営が苦しく、いまにも潰れるのでないかと噂されたが、「マネマネ路線」「第二東映」と陰口をたたかれながら、『博徒無情』と『残酷おんな私刑』を本作らにぶつけ、お互いひんしゅくを買う題名の映画で動員数を競い、東映を退けて興行合戦に勝利し、五社のトップに突如躍り出る異変を起こし、映画界を驚かせた。

## 作品の評価
- 伊東守男は、「ある程度の残虐は性的興奮を呼ぶものであるが、過度のそれはグロであり、ただの恐怖感を呼び起こすものである。『やくざ刑罰史 私刑！』は男性同士の残虐な責め合い、殺し合いがこれでもかこれでもかとばかり見せてくれるが、ここでは性倒錯としてのサド的快感に通じるものは少ない。もっとも男が責められるのを見て性的興奮をおぼえるサド的な女性もいるだろうが、石井はサド・マゾというよりも恐怖とグロで勝負しようとしているのかもしれない。だがサディズムはその激しさを増していくにしたがって、ついには性的興奮度は0となり、マイナスとなる」などと評している[6]。
- 片岡啓治は、「『やくざ刑罰史 私刑！』は東映やくざ映画の表構えに対するいわば裏口のようなもので、鶴田浩二や高倉健のさわやかなやくざぶりが昇華された情念の純粋な結晶を表しているとすれば、こちらはついに英雄でありえずして愚かしく、しかし生身の人間でならざるをえない多くの者の在りようが示されていて、両者を表裏としてみれば『やくざ刑罰史 私刑！』はまたやくざ映画あるいは現実のやくざを支えるデウス・エクス・マキナを示しているようで面白く、そこにはそれなりに、いわゆるたてまえの世界を斜に見捨てる石井監督の白い目がゆきとどいていたように私には思えた」などと評している[8]。